# Singer Island
Singer Island ist eine langgestreckte Insel an der Atlantikküste des Palm Beach County des US-amerikanischen Bundesstaates Florida.
Die Insel wurde nach Paris Singer benannt, einem Sohn von Isaac Merritt Singer, der durch seine Nähmaschinen  und als Gründer des Familienunternehmens Singer bekannt geworden war.
Angeblich soll Singer einer seiner Geliebten die Insel haben schenken wollen, welcher die Gabe aber nicht gefiel. Die Insel ist von zahlreichen Wohnanlagen mit Eigentumswohnungen besiedelt; das Wohnumfeld gilt als gehoben und teuer. Allerdings ist die Küste durch tropische Wirbelstürme bedroht, die schon einige dieser Anlagen verwüstet haben.
Bekannte Persönlichkeiten, wie u. a. die Profigolferin Michelle McGann leben auf der Insel. Insbesondere Clarence Clemons von der E Street Band hielt sich lange Zeit auf der Insel auf.